# Parti de l'égalité, de la paix et de l'amitié
Le Parti de l'égalité, de la paix et de l'amitié, en grec moderne : Κόμμα Ισότητας, Ειρήνης και Φιλίας / Kómma Isótitas, Irínis ke Filías, est un parti politique centriste grec, fondé en 1991, par Sadík Achmét. Il représente les intérêts des musulmans autochtones de Grèce (en). La minorité musulmane reconnue en Grèce se compose principalement de Pomaks, de musulmans d'origine turque et bulgare et de Roms. Le parti est dirigé par Tsigdém Asáfoglou.